# Резерв Армії США
Резерв армії США (англ. United States Army Reserve) — одна зі складових сухопутних військ США, другий за чисельністю компонент армії США. Разом з Регулярною армією та Національною Гвардією армії США входить до складу Армії США.

## Історія
Формування резерву армії США разом з сухопутним компонентом Національної гвардії створюють організований резерв сухопутних військ США, який укомплектовується приписним особовим складом, оснащені зброєю і військовою технікою за штатами, що аналогічні штатам регулярної армії. Резерв утримується у високому ступені бойової та мобілізаційної готовності. Бойовий склад і чисельність організованого армійського резерву щорічно затверджуються Конгресом. В організованому резерві сухопутних військ є з'єднання і частини, організовані за тим же принципом, що й в регулярній армії. Вони оснащені в основному такою же зброєю, що і регулярна армія.
За станом на 2010 до резерву армії входять 19 резервних командувань, 12 навчальних дивізій, три окремі бригади (пбр — 2, мбр — 1), загальною чисельністю близько 205 тис. осіб, а в складі сухопутних військ національної гвардії 8 дивізій (пд — 5, мд — 1, бртд — 2), 20 окремих бригад (пбр — 11, мбр — 6, бртбр — 3), три окремі бронекавалерійських полки; загальна чисельність особового складу близько 600 тис. чоловік.
Військово-політичне керівництво США відводить організованому резерву основну роль при розробці планів будівництва своїх сухопутних військ, розглядаючи його як основне джерело швидкого мобілізаційного розгортання регулярної армії у разі виникнення війни.
Неорганізований резерв складають запасники і відставники, які вислужили визначені строки у регулярній армії і в організованому резерві і не перебувають на військовому обліку. Неорганізований резерв фактично не входить до складу сухопутних військ, проте, в разі оголошення мобілізації або за особливим рішенням Президента особовий склад його може бути використаний для доукомплектування частин регулярної армії і організованого резерву, а також для поповнення втрат.
Основа різниця між Національною гвардією сухопутних військ полягає в тому, що Нацгвардія в основному, забезпечує підготовку резервного компоненту для бойових підрозділів та певних підрозділів бойового забезпечення, армійський резерв призначений для підтримки боєздатності підрозділів бойового та всебічного забезпечення, підрозділів підтримки, виконання завдань щодо підтримання миру, військового будівництва та цивільного захисту. Маючи приблизно 20 % від чисельності армії та 5,3 % від бюджету армії, армійський резерв забезпечує виконання близько половини завдань з підтримки боєздатності формувань бойового та всебічного забезпечення та 25 % мобілізаційних потреб армії під час розгортання.
За станом на 2008 армійський резерв містить наступні відсотки формувань армії в кожній категорії:
- 100 % бригад РХБ захисту, бригад інтернування, підрозділів військово-юридичної служби, медичного забезпечення, залізничних підрозділів, навчально-тренувальних дивізій, батальйонів водопостачання;
- понад 67 % формувань військово-цивільного адміністрування, підрозділів інформаційно-психологічних операцій, транспортних формувань та батальйонів перевезення, батальйонів хімічного захисту, госпіталів, медичних бригад та управлінь забезпечення зв'язку на театрах дій;
- майже 50 % нафтових батальйонів, службу ад'ютантів, паливних груп, транспортних команд, батальйонів терміналів та структур зв'язку з громадськістю.